# GP Ouest France-Plouay 1996
De GP Ouest France-Plouay 1996 was de 60ste editie van deze Franse eendaagse wielerkoers en werd verreden op zondag 1 september over een afstand van 209 kilometer. 

## Uitslag
| GP Ouest France-Plouay 1996 |                      |                |          |
| Plaats                      | Naam                 | Ploeg          | Tijd     |
| Winnaar                     | Frank Vandenbroucke  | Mapei-GB       | 4u52'01" |
| 2                           | Laurent Brochard     | Festina-Lotus  | + 30"    |
| 3                           | Andrei Tchmil        | Lotto-Isoglass | z.t.     |
| 4                           | Laurent Roux         | TVM            | z.t.     |
| 5                           | Angelo Lecchi        | MG Maglificio  | z.t.     |
| 6                           | Germano Pierdomenico | Cantina Tollo  | + 34"    |
| 7                           | Marco Lietti         | MG Maglificio  | + 36"    |
| 8                           | Nicola Loda          | MG Maglificio  | + 40"    |
| 9                           | Hendrik Redant       | TVM            | + 43"    |
| 10                          | Claudio Chiappucci   | Carrera        | z.t.     |
|                             |                      |                |          |
| 61                          | Niels van der Steen  | TVM            | +11' 23" |

Bretagne Classic: 1931 · 1932 · 1933 · 1934 · 1935 · 1936 · 1937 · 1938 · 1939 - 1944 · 1945 · 1946 · 1947 · 1948 · 1949 · 1950 · 1951 · 1952 · 1953 · 1954 · 1955 · 1956 · 1957 · 1958 · 1959 · 1960 · 1961 · 1962 · 1963 · 1964 · 1965 · 1966 · 1967 · 1968 · 1969 · 1970 · 1971 · 1972 · 1973 · 1974 · 1975 · 1976 · 1977 · 1978 · 1979 · 1980 · 1981 · 1982 · 1983 · 1984 · 1985 · 1986 · 1987 · 1988 · 1989 · 1990 · 1991 · 1992 · 1993 · 1994 · 1995 · 1996 · 1997 · 1998 · 1999 · 2000 · 2001 · 2002 · 2003 · 2004 · 2005 · 2006 · 2007 · 2008 · 2009 · 2010 · 2011 · 2012 · 2013 · 2014 · 2015 · 2016 · 2017 · 2018 · 2019 · 2020 · 2021 · 2022 · 2023 · 2024
Classic Lorient Agglomération: 1999 · 2000 · 2001 · 2002 · 2003 · 2004 · 2005 · 2006 · 2007 · 2008 · 2009 · 2010 · 2011 · 2012 · 2013 · 2014 · 2015 · 2016 · 2017 · 2018 · 2019 · 2020 · 2021 · 2022 · 2023 · 2024